# Вілінська Ірина Миколаївна
Ірина Микола́ївна Вілінська (7 вересня 1920 , Одеса  — 31 серпня 1986 , Київ ) — українська співачка (сопрано), педагог, композитор. Професор. Дочка композитора Миколи Вілінського.

## Біографія
У 1946 закінчила Київську консерваторію по класу Д. Євтушенка. Перед тим навчалася в Одеському музичному училищі (1939—1941 по класу співу Є. Менер-Каневської та як теоретик), поступила 1941 до Одеської консерваторії та навчалася в евакуації в Ташкенті по класу Д. Аспелунда.
У 1945—1946 стажистка Київського оперного театру.

Могила Ірини Вілінської та її родини, Байкове кладовище

З 1946 — викладач Київського музичного училища.
З 1948 — аспірантка Київської консерваторії.
У 1949—1986 викладала в Київській консерваторії (з 1974 — професор).
Серед учнів: В.Богомаз, А.Маняченко, А.Пономаренко, В.Тіткін, А.Макаров, С.Бондаренко, В.Міщенко, Ю.Куринський, В.Калінкін та інші.
Померла у 65-річному віці 31 серпня 1986 року. Похована разом із родиною на Байковому кладовищі (ділянка № 43а).

## Музичні твори
- Романси
- Етюди-вокалізи
- Обробки народних пісень